# Chester (Carolina del Sud)
Chester è una città degli Stati Uniti d'America, capoluogo della Contea di Chester, nello stato della Carolina del Sud.